# Керем Тунчери
Керем Тунчери (тур. Kerem Tunçeri; Истанбул, Турска, 14. април 1979) је турски кошаркаш. Игра на позицији плејмејкера.